# 横山泰三
横山 泰三（よこやま たいぞう、1917年（大正6年）2月28日 - 2007年（平成19年）6月10日）は、日本の漫画家。
昭和後期から平成初期にかけて活動した。毎日新聞夕刊および週刊新潮に連載された『プーサン』、朝日新聞朝刊に連載された1コマ漫画『社会戯評』などの風刺漫画で知られ、痛烈なアイデアと独特な画風で「戦後の漫画界に新風を巻き起こした」と評される。漫画家の横山隆一は実兄。

## 経歴・人物
高知県高知市出身。旧制高知商業学校在学中の1931年（昭和6年）、既にプロ漫画家として活動していた兄の隆一を頼って上京。京華商業学校に転じる。その後、油彩画家を目指し、川端画学校で3年間洋画を学ぶ（ただし本人は自伝漫画において、隆一に反対されて入学を断念し、通学自体しなかった旨の場面を描いている）。1937年（昭和12年）から1941年（昭和16年）にかけて中国へ出征。陸軍輜重兵として漢口攻略戦に参戦した。除隊後、帝国美術学校（武蔵野美術大学の前身）に入学し、1944年（昭和19年）まで通うも、「軍事教練ばかりで学校がいやにな」り、中退。白木屋宣伝部に勤務し、ポスターの製作に従事。この間、雑誌『大阪パック』に投稿した漫画作品が一等に入選した。兄の隆一が「画家志望なら漫画などを描くな」と怒り、それ以降は投稿をやめた。
再度の応召で高知県の海岸警備をつとめ、終戦をむかえる。腎臓病を患っていた兄を手伝ううちに、自分もふたたび漫画を描くようになる。『新夕刊』の専属として連載小説の挿絵を手掛けるかたわら、『VAN』『ホープ』などで執筆。活動当初はロートレックのような流麗な線を用いたタッチで、戦後の開放的な風俗をテーマにしたエロティックな風俗漫画を描いていたが、やがてスタインバーグの影響を受けた「点と線とでもいうべきタッチ」「着想の奇抜さとギリギリまで省略したシンプルな線描」へと画風が変化した。
『ホープ』1950年（昭和25年）8月号に寄稿した、皇居前広場で逢引きに興じる多数の男女を風刺した「噂の皇居前広場」と題した1コマ漫画が警視庁保安課により「わいせつ画」として摘発され、横山および出版元の責任者が出頭を命じられた。漫画がわいせつ画として摘発されたのは戦後初のことであったという。作家の獅子文六は『朝日新聞』に「あゝいう表現からは、たとえ生殖器を描いても、ワイセツ感は乏しいだろう」「ちょう発的なエロさし絵やエロ表紙の意図と、同一視してはならぬ」と書き、評論家の大宅壮一は『毎日新聞』に「現場はそのままにしておいて、それを描いた作品だけを取締まるのはどうか」と書いて警視庁を批判し、横山を擁護した。この一件によって横山は「文句があるなら言ってこい、いつでも受けて立ってやる」という反骨精神を得た。
洋画家としても活動し、定期的に展覧会を催した。
1990年代以降、連載活動を勇退後も、朝日新聞に度々寄稿するなど、晩年まで精力的に活動をおこなった。2007年6月10日午前11時55分、肺炎のため神奈川県鎌倉市の自宅で死去。90歳没。

### 受賞歴
- 1954年 第2回菊池寛賞（『プーサン』）[11]
- 1981年 紫綬褒章
- 1988年 勲四等旭日小綬章

## 評価
- 「政治家の似顔絵が描けない風刺漫画家」「社会を批判する立場でありながら褒章／叙勲を授けるべからず、辞退すべし」などの批判を受けたことがある[誰によって?]（横山は『漫画讀本』などに著名人の似顔漫画の連載を持っていたこともあり、決して似顔絵が描けない漫画家ではない）。また保守系の週刊新潮と左派系の朝日新聞に同時に連載を持っていた事も、定見がないとして批判された[誰によって?]。
- 相原コージ、竹熊健太郎による『サルでも描けるまんが教室』では旧態依然とした政治風刺まんがの例として横山の『社会戯評』がパロディにされ、皮肉られている。

## 主な作品
- プーサン（毎日新聞 1950年 - 1953年、週刊新潮 1965年 - 1989年）
- 社会戯評（朝日新聞 1954年 - 1992年） - 39年間、計1万3561回[9]にわたって連載された。
- 新・人物戯評（週刊サンケイ 1960年 - 1961年） - 「漫刻」と称する、塑像による立体似顔作品を写真撮影した連載。
- 太平楽人物記（漫画讀本 1964年）

## メディア出演
テレビ・ラジオ
- 第9回NHK紅白歌合戦（1958年12月31日、NHK総合・ラジオ第1） - 審査員

映画
- プーサン - 東宝にて映画化。自身の連載2作を原案にした実写化作品。兄・横山隆一とともにカメオ出演。